# Brief Encounter (Marillion)
Brief Encounter è un EP del gruppo musicale britannico Marillion, pubblicato nel luglio 1986 dalla Capitol Records.

## Descrizione
Pubblicato esclusivamente per il mercato statunitense, l'EP contiene due brani registrati in studio (il singolo inedito Lady Nina e il brano Freaks, originariamente b-side del singolo Lavender) e altri tre registrati dal vivo presso l'Hammersmith Odeon di Londra tra il 9 e il 10 gennaio 1986.

## Tracce
Testi e musiche dei Marillion.
Lato A
1. Lady Nina – 5:45
2. Freaks – 4:05
3. Kayleigh – 3:52

Lato B
1. Fugazi – 8:14
2. Script for a Jester's Tear – 8:20

## Formazione
Gruppo
- Fish – voce
- Steve Rothery – chitarre
- Pete Trewavas – basso
- Mark Kelly – tastiere
- Ian Mosley – batteria

Produzione
- Chris Kimsey – produzione (tracce 1 e 2)
- Mark Freegard – produzione e ingegneria (tracce 3, 4 e 5)